# Swissmetro
Swissmetro était un projet de train à sustentation magnétique souterrain de transport national Suisse, utilisant la technologie vactrain. Il a été proposé par Rodolphe Nieth en 1974. Il est abandonné en 2009.

## Historique
Le concept date des années 1970, mais c'est en janvier 1992 que la société anonyme Swissmetro a été créée afin de développer le projet. Après une demande de concession déposée en 1997 auprès de l'Office fédéral des transports pour le tronçon Lausanne - Genève et une étude de faisabilité du tronçon Bâle - Zurich, l'entreprise est arrivée à la conclusion que la réalisation du projet n'était pas envisageable. Depuis 1992, ce sont environ 11 millions de francs suisses qui ont été investis, dont la moitié par la Confédération. Le financement de l'ensemble du tracé était estimé à 25 milliards de francs.
L'assemblée générale décide de dissoudre la société Swissmetro SA le 20 novembre 2009. La société est effectivement dissoute en 2010, et radiée du registre du commerce le 9 mars 2011.
Les droits du projet ont été transférés à l'École polytechnique fédérale de Lausanne, qui travaille aussi sur le projet Hyperloop.

## Technique
Il était prévu que le futur métro utilise la sustentation électromagnétique générée par des électroaimants afin d'annuler tout effet de frottement. Une technique permettant de créer un vide d'air aurait permis d'améliorer les effets de l'aérodynamisme afin d'atteindre une vitesse maximale de 500 km/h.
L'École polytechnique fédérale de Lausanne avait en outre effectué quelques tests avec des maquettes numériques qui ont virtuellement atteint des vitesses de 600 km/h.

## Réseau
À l'origine, un axe est-ouest était prévu pour rallier Genève depuis Saint-Gall ainsi qu'un axe nord-sud qui aurait relié les villes de Bâle et de Bellinzone. Le voyage entre Zurich et Bâle n'aurait duré que 15 minutes.
Une deuxième variante a été proposée en 2005, où l'axe est-ouest (Lausanne, Berne et Zurich) aurait été privilégié, avec une connexion entre Bâle et Zurich. En effet des améliorations sur l'axe nord-sud étaient déjà en cours avec les nouvelles lignes ferroviaires à travers les Alpes (NLFA) et cet axe a été dans un premier temps jugé moins prioritaire.

## SwissMetro-NG
Le groupe d'intérêt SwissMetro-NG a été fondé en 2017 en tant qu'organisation à but non lucratif, dans le but de promouvoir le système de transport tel qu'évalué par le projet initial de Swissmetro. « NG » signifie « nouvelle génération » et se réfère à des solutions techniques nouvellement introduites. Le projet bénéficie actuellement du soutien des milieux universitaires et politiques. La Commission des transports du Département fédéral de l'environnement, des transports, de l'énergie et de la communication a pris en compte la proposition de Swissmetro NG dans la liste des études qui pourraient faire partie des prochaines étapes du Programme de développement stratégique du système de transport public.